# Through the Darkest of Times
Through the Darkest of Times (дослов. пер. «сквозь мрачнейшие времена») — видеоигра в жанре пошаговой стратегии, разработанная «Paintbucket Games» и изданная «HandyGames». Она была выпущена на Microsoft Windows и macOS 30 января 2020 года, а затем и на других платформах. Игра рассказывает о подпольной группе движения Сопротивления в Третьем Рейхе с момента прихода нацистов и Адольфа Гитлера к власти в 1933 году и до конца Второй мировой войны. Игрок управляет каждым членом группы сопротивления: отправляет на еженедельные миссии и диверсии против нацистского режима.
Игра была разработана Йоргом Фридрихом и Себастьяном Шульцем за три года. Это первая изданная в Германии видеоигра, которая получила разрешение на использование реальной нацистской символики, в том числе свастики. Игра получила неоднозначную оценку критиков: аутентичный сюжет игры был высоко оценён, а простые стратегические механики подверглись резкой критике. В марте 2025 года было выпущено продолжение под названием «The Darkest Files».

## Геймплей
Through the Darkest of Times — однопользовательская стратегия. Игра начинается в Веймарской республике 1933 года, когда Адольфа Гитлера назначили рейхсканцлером. Игрок выполняет роль лидера группы сопротивления, в которой могут быть люди различных профессий (рабочие, служащие, пасторы и т. д.) и идеологических взглядов (коммунисты, социал-демократы, либералы, монархисты, христианские демократы и т. д.). Члены группы сопротивления выполняют различные задания, чтобы подрывать нацистский режим. Некоторые из них включают: саботаж оборудования на военных заводах, распространение антинацистских листовок, роспись стен посланиями, освобождение узников концлагерей и т. д. В процессе прохождения игроку могут встретиться и помешать различные пособники нацистского режима: полиция (Sicherheitspolizei), СА, СС, а также прохожие, сочувствующие нацистам.
Некоторые миссии становятся легче или сложнее в зависимости от идеологии и происхождения каждого члена сопротивления, или от того, какие предметы требуются. В зависимости от степени риска, подозрительности или черт характера членов сопротивления миссии могут иметь повышенный риск провала или привести к «защитному» аресту или смерти в застенках гестапо. Другие, крупные миссии могут не открываться до тех пор, пока не будут выполнены предварительные задания, а некоторые крупные цели требуют выполнения нескольких предварительных шагов.
Действие игры происходит в течение четырёх глав, каждая из которых длится двадцать недель и входит в важные периоды истории нацистского режима: приход нацистов к власти (1933), олимпиада в Берлине (1936), развязывание Второй Мировой войны (1939), ужасающий террор в дни агонии нацистского режима (весна 1945). Каждая неделя представляет собой один ход и раунд миссий. Внутриигровые ресурсы и параметры в виде припасов, сторонников и боевого духа сбрасываются в начале каждой главы. В начале каждого хода представлены исторически достоверные газетные вырезки с выдуманными названиями, представляющие собой собирательный образ газет того времени разной идеологической направленности. В игре мелькают нацистские газеты, иностранные газеты и оппозиционные нацистскому режиму газеты — они раскрывают контекст времени каждой из глав. Например, в одной из газет 1933 года пишут про реальное заявление Гитлера, который заверял: немецкие евреи якобы находятся в безопасности в Германии и что предположения о планах нацистов по ликвидации евреев — клевета антинемецкой «лживой прессы».
Между разными ходами и в начале глав происходят сюжетные сцены и диалоги, рассказывающие о важных исторических событиях или взаимодействии с обычными гражданами. Исторические события и реакции на них разных людей — основаны на реальных воспоминаниях свидетелей тех лет. В этих событиях игра ставит игрока в неловкое и затруднительное положение: решения в этих событиях могут отразиться на игровом процессе (рост подозрительности гестапо; потеря здоровья из-за того, что вас избили; открытие дружелюбной вам еврейской лавки), поэтому игрок должен действовать осмотрительно. Однако в событиях герой часто сталкивается с одобряющими нацизм обычными немцами, которые чаще всего соседи, друзья или дети друзей. Благодаря этому игра погружает в атмосферу тоталитарного нацистского режима. Игроку постоянно ставят моральный выбор: молча стоять, как все, и смотреть, как коричневорубашечники безнаказанно избивают старика-еврея на улице, или попытаться заступиться за него и рискнуть получить проблемы? Потворствовать нацистской идеологической обработке соседских детей в Гитлерюгенде ради конспирации, или вмешаться и рискнуть получить «повестку» в гестапо?
Сделанные выборы не меняют глобального исхода основных исторических событий, но могут повлиять на последующие события в игре и судьбу отдельно взятых персонажей. Главная цель игры — выжить до конца Второй мировой войны и оказать как можно большее сопротивления нацистскому режиму.
В игре представлено большое число реальных исторических явлений и то, как их видели обычные немцы и члены Сопротивления: Кёпеникская кровавая неделя, съезды НСДАП, сожжения книг, геноцид цыган, Холокост, военные преступления Вермахта и СС, бомбардировки Берлина, культ личности Адольфа Гитлера и многое другое.

## Разработка и релиз игры
Разработчики Paintbucket Games, Йорг Фридрих и Себастьян Шульц изначально познакомились в Yager Development и начали планировать игру по истории в 2017 году. Игра была анонсирована в апреле 2018 года при финансировании Medienboard Berlin-Brandenburg, а 29 октября 2018 года было подтверждено издательское соглашение между Paintbucket Games и HandyGames. Through the Darkest of Times — первая изданная в Германии видеоигра, которой дали разрешение изображать свастику, после того как немецкий регулятор индустрии USK смягчил прежние ограничения на образы нацистов в видеоиграх (вытекающие из параграфа 86a уголовного кодекса Германии). Paintbucket Games получила на это разрешение после представления демоверсии игры в USK на Gamescom 17 августа 2018 года. Художественный стиль игры был вдохновлен немецким экспрессионизмом 1920-х годов.
Адаптации для iOS, Android, Xbox One, Nintendo Switch и PlayStation 4 были выпущены в течение 2020 года. Релиз для Android был открыт для предварительной регистрации ещё в апреле 2020 года, а 7 мая 2020 года вышла версия для iOS. Адаптации для Nintendo Switch, PlayStation 4 и Xbox One были выпущены 13 августа 2020 года. Stadia выпустила Through the Darkest of Times 1 июня 2022 года.

## Отзывы
Through the Darkest of Times получила смешанные отзывы, её сравнивали с такими играми, как This War of Mine и Papers, Please. На Metacritic игра получила 71 балл из 100 на основе отзывов 24 критиков. Повествование в целом высоко оценено, но критики считали, что история слишком жестокая, а выбор стратегии недостаточно влияет на глобальный исторический сюжет. Низкая реиграбельность также подверглась резкой критике, а геймплей был охарактеризован рецензентами как повторяющийся.
| Ресурс       | Рейтинг |
| ------------ | ------- |
| Metacritic   | 71/100  |
| PC Gamer     | 87/100  |
| GameSpot     | 8/10    |
| Screen Rant  | 4/5     |
| The Guardian | 5/5     |
| TheGamer     | 3/5     |

Питер Морикc из Screen Rant оценил рандомизированные аспекты персонажей, но отсутствие выбора пола и рода занятий он счёл не совсем идеальным. Он похвалил художественный стиль, сказав: «художественный стиль великолепно дополняет тревожный, напряженный мир лидера сопротивления». Рик Лейн из PC Gamer после анонса игры, напротив счёл художественный стиль отвратительным и сказал: «[стиль] выглядит как что-то из кошмаров русского карикатуриста». Люк Кемп из PC Gamer раскритиковал отсылки в игре к Дональду Трампу, сказав, что: «это действительно не нужно». Дело в том, что в англоязычной версии игры вместо реального нацистского термина-клише «лживая пресса» (Lügenpresse) используется термин-анахронизм «фальшивые новости» (Fake News), который очень любят использовать крайне непопулярный в Германии 45-й и 47-й президент США Дональд Трамп и возглавляемое им движение «MAGA». Саймон Паркин из The Guardian написал, что газеты, выдаваемые игроку в начале каждого хода, обладают «скрупулёзной исторической точностью», но что в игре «неуклюже» порой проводится аллюзия на современные события и что это — «неизбежное упрощение» из-за активизма авторов.
Обозреватель TheGamer Таннер Фокс посчитал, что простота стратегии не соответствует тому, что «большинство ожидает от полноценной версии для ПК», и сказал, что игра больше походит на мобильную игру. Другие обозреватели отметили низкую ценность повторного прохождения, сославшись на повторяющиеся результаты и диалоги. Промежуточные события критиковались за то, что они мало влияют на глобальную историю, а Дэвид Уайлдгус из GameSpot посетовал на отсутствие интеграции между повествованием и выбором стратегии в игре, заявив, что в ней «есть разочаровывающее отсутствие специфичности».
В Германии разгорелись дебаты по поводу решения USK впервые разрешить в видеоигре нацистскую символику. Бывший министр по делам образования и семьи Франциска Гиффай изначально раскритиковала использование нацистской символики, заявив: «нельзя играть со свастикой», но позже опубликовала пост в Facebook в поддержку решения USK. Историк Клаус-Петер Сик поддержал решение USK: «Нельзя стать нацистом, просто увидев свастику».
Игра была номинирована на премию The Game Awards 2020 в категории «за наибольшее социальное влияние» (Games for Impact).

## Сиквел
26 марта 2025 года вышло продолжение игры под названием «The Darkest Files».